# Lift Every Voice and Sing
Lift Every Voice and Sing är en psalm med text av James Weldon Johnson (1871–1938) och tonsatt av hans bror John Rosamond Johnson (1873–1954). Psalm är komponerad för afroamerikaner i slutet av 1800-talet och är en bön för tacksägelse, trofasthet och frihet med ett bildspråk som påminner om det bibliska uttåget ur Egypten från slaveri till frihet i det "förlovade landet".
"Lift Every Voice and Sing" har sjungits i afroamerikanska samhällen sedan år 1900 och NAACP lyfte fram psalmen som afroamerikanernas nationalsång år 1917. Hymnen har funnits i 42 olika kristna hymnarier samt har framförts av olika afroamerikanska sångare och musiker.